# مدال زبابي تايفا
مدال زبابي تايفا (الاسم العلمي: Microgale taiva)، نوع من الثدييات المنتمية إلى فصيلة مداليات. متوطن في مدغشقر. موائله الطبيعية هي غابات الأراضي المنخفضة الرطبة شبه الاستوائية أو الاستوائية والغابات الجبلية الرطبة شبه الاستوائية أو الاستوائية. وهو مهدد بفقدان موائله.